# Голубев, Александр Назарович
Алекса́ндр Наза́рович Го́лубев (1916—1988) — лейтенант Советской Армии, участник Великой Отечественной войны, Герой Советского Союза (1943).

## Биография
Александр Голубев родился 30 августа 1916 года в деревне Зименки (ныне — село Городищи Борского района Нижегородской области) в семье крестьянина. Окончил четыре класса начальной школы в 1929 году, после чего работал в колхозе, котельщиком в затоне на речном транспорте, столяром в артели, лесорубом в Семёновском районе Горьковской области. В ноябре 1942 года Голубев был призван на службу в Рабоче-крестьянскую Красную Армию. С июля 1943 года — на фронтах Великой Отечественной войны. Принимал участие в боях на Центральном, Воронежском, 1-м Украинском, 1-м и 2-м Белорусских фронтах. Участвовал в Курской битве, 12 июля 1943 года получил тяжёлое ранение во время обороны высоты в районе деревни Малая Тросна. Из его батальона в живых осталось только несколько человек. В течение нескольких месяцев Голубев лечился в госпитале, затем вернулся на фронт. К сентябрю 1943 года младший сержант Александр Голубев командовал отделением взвода противотанковых ружей 1031-го стрелкового полка 280-й стрелковой дивизии 60-й армии Центрального фронта. Отличился во время битвы за Днепр.
25 сентября 1943 года, несмотря на массированный вражеский огонь, Голубев в составе штурмовой группы переправился через Днепр в районе села Окуниново Козелецкого района Черниговской области Украинской ССР. Захватив плацдарм, группа удерживала его в течение 42 часов, отражая многочисленные вражеские контратаки пехотных и танковых подразделений.
Указом Президиума Верховного Совета СССР от 17 октября 1943 года за «отвагу и мужество, проявленные при форсировании Днепра» младший сержант Александр Голубев был удостоен высокого звания Героя Советского Союза с вручением ордена Ленина 17552 и медали «Золотая Звезда» за номером 3059.
В дальнейшем участвовал в Киевских наступательной и оборонительной, Житомирско-Бердической, Ровно-Луцкой операциях. Весной 1944 года Голубев был направлен на армейские курсы младших лейтенантов. Вернувшись на фронт, командовал взводом, участвовал в Варшавско-Познанской, Восточно-Померанской и Берлинской операциях. В 1946 году в звании лейтенанта Голубев был уволен в запас. Вернулся на родину, работал бригадиром комплексной бригады грузчиков лесоперевалочной базы Горьковского речного порта, затем модельщиком завода портового и судового оборудования «Теплоход» в городе Бор. Умер 25 октября 1988 года, похоронен в посёлке Большое Пикино Борского района.
Почётный гражданин города Бор. Был также награждён орденами Отечественной войны 1-й и 2-й степеней, Красной Звезды и рядом медалей.